# Église Sainte-Catherine de Hoogstraten

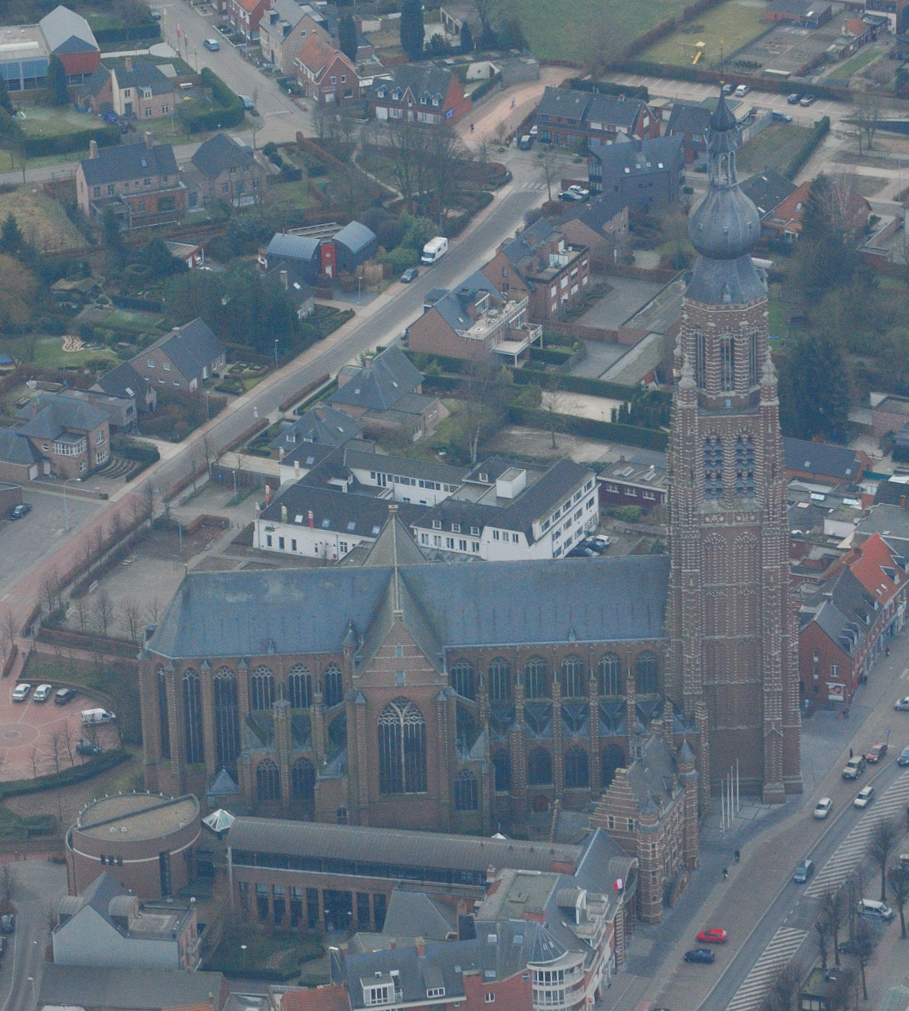
Façade nord avec mairie au premier plan à droite

L'église Sainte-Catherine de Hoogstraten en Belgique, dans la province d'Anvers, est construite entre 1525 et 1550 sur ordre d'Antoine de Lalaing et d'Elisabeth de Culemborg, comte et comtesse du comté de Hoogstraten. L'imposant bâtiment est également appelé Cathédrale de la Campine ou populairement Ons Katrien (en français Notre Catherine).
L'église est construite dans le style gothique tardif. Il s'agit en fait d'un mélange de gothique campinois et de gothique brabançon, d'après les plans de l'architecte Rombout II Keldermans (mort en 1531). La tour mesure 104,7 mètres de haut et est carrée à la base. Cela correspond à environ 150 coudées brabançonnes car le mètre n'existait pas encore au XVIe siècle. La base du clocher est quadrangulaire et se fond en un cierge octogonal, un bulbe couvert d'ardoises,.
C'est la troisième église la plus haute de Belgique. Elle se caractérise par la brique rouge de Campine, rarement utilisée pour les édifices religieux. La plus haute tour en brique d'Europe est celle de l'Église Saint-Martin à Landshut, en Allemagne (130,6 mètres). La plus haute tour en brique de Belgique est celle de l'église Notre-Dame de Bruges (115 mètres) qui utilise une brique de couleur jaune. (voir aussi Liste des plus hauts clochers d'église).
L'église n'a pas souffert des émeutes religieuses du XVIe siècle, mais le 23 octobre 1944, la tour est dynamitée par les troupes allemandes en retraite juste avant la libération. La reconstruction suivit de 1952 à 1958.
L'église est un monument protégé depuis 1936.

## Histoire
L'église Sainte-Catherine se trouve à l'emplacement d'une petite église romane. Cette église est reconstruite en style gothique aux XIIIe et XIVe siècles et après un incendie en 1442. Elle a finalement été complètement démolie avant le début de la construction de l'église actuelle. Les travaux de construction ont commencé le 18 novembre 1525. Ce sont Antoine de Lalaing et Elisabeth de Culemborg, comte et comtesse du comté de Hoogstraten, qui ont commandé la construction de l'église. Elle est construite selon une conception de Rombout II Keldermans. Son neveu Antoine III Keldermans se voit confier la maçonnerie de la tour. Le responsable du site est Hendrik Lambrechts. Les plans initiaux sont de construire une église à cinq nefs avec des chapelles latérales continues dans les nefs extérieures, à l'instar de l'église de Bourg-en-Bresse. Cependant, ces plans sont révisés et réduits à une église à trois nefs moins chère. Les travaux probablement sont interrompus entre 1534 et 1535 pour des raisons budgétaires. Modèle:Réféfence souhaitée Malgré ce choix d'une brique locale comme matériau de construction, la difficulté d'approvisionnement en briques blanches cause à plusieurs reprises des retards de construction. L'église est consacrée le 5 octobre 1544. La tour est complètement achevée en 1546.

### Destruction et reconstruction
À la fin de la Seconde Guerre mondiale (23 octobre 1944), la tour est détruite par l'armée allemande. Les Allemands craignent que la tour puisse servir de guet aux Alliés. Dans sa chute, la tour détruit la nef et la mairie jouxtant l'église. Seuls le chœur, une partie du transept, les colonnes et les arcs de la nef centrale restent debout. Toute la verrerie présente est détruite. Cependant, la plupart des vitraux sont stockés dans la crypte du prince Nicolas-Léopold de Salm-Salm depuis 1941 et sont remplacés en 1952. Le 29 mars 1945, l'église est touchée une seconde fois par une bombe V1, qui endommage le chœur supérieur.
La tour et l'église sont reconstruites selon le plan d'origine sous la direction des architectes Jozef-Louis Stynen et Pol Berger. Cependant, une charpente en béton est choisie. Le 1er juin 1958, la dernière phase des travaux s'achève.

### Restauration 2017-2026
Depuis 2000, des pierres chutent du clocher de l'église. Des alpinistes sont régulièrement déployés pour dégager la tour des pierres détachées. Fin juin 2009, on découvre que la tour s'éloigne de la nef. Ceci est clairement visible à l'intérieur et à l'extérieur à travers les fissures du mur. Des morceaux de briques et de grès tombent aussi régulièrement, obligeant à installer un filet. Selon certains, l'affaissement est dû à la qualité inférieure des matériaux utilisés pour reconstruire l'église après la Seconde Guerre mondiale. La pourriture du béton a également été constatée et les ardoises sont remplacées.
Au cours de ces travaux, sept fuites sont localisées et l'ensemble du bâtiment a droit à une refonte en profondeur. On découvre également des lacunes dans la finition de la reconstruction des années 1950.
Ce projet de rénovation incluait également la représentation numérique de l'église qui propose depuis 2020 une visite virtuelle à 360°,.

## Saint patron
La date exacte de la dédicace de l'église à Catherine d'Alexandrie n'est pas connue. Son culte est apporté d'Orient par les croisés. Sa fête est célébrée le 25 novembre. En 1394, le nom Beatae Catharinae de Hoestraten apparaît pour la première fois. Jean IV de Kuik dédie un aumônier à sainte Catherine en 1422. Ce que l'on sait moins, c'est que l'église est également dédiée à la Sainte Trinité, comme l'indique la statue au-dessus du portail.

## Intérieur

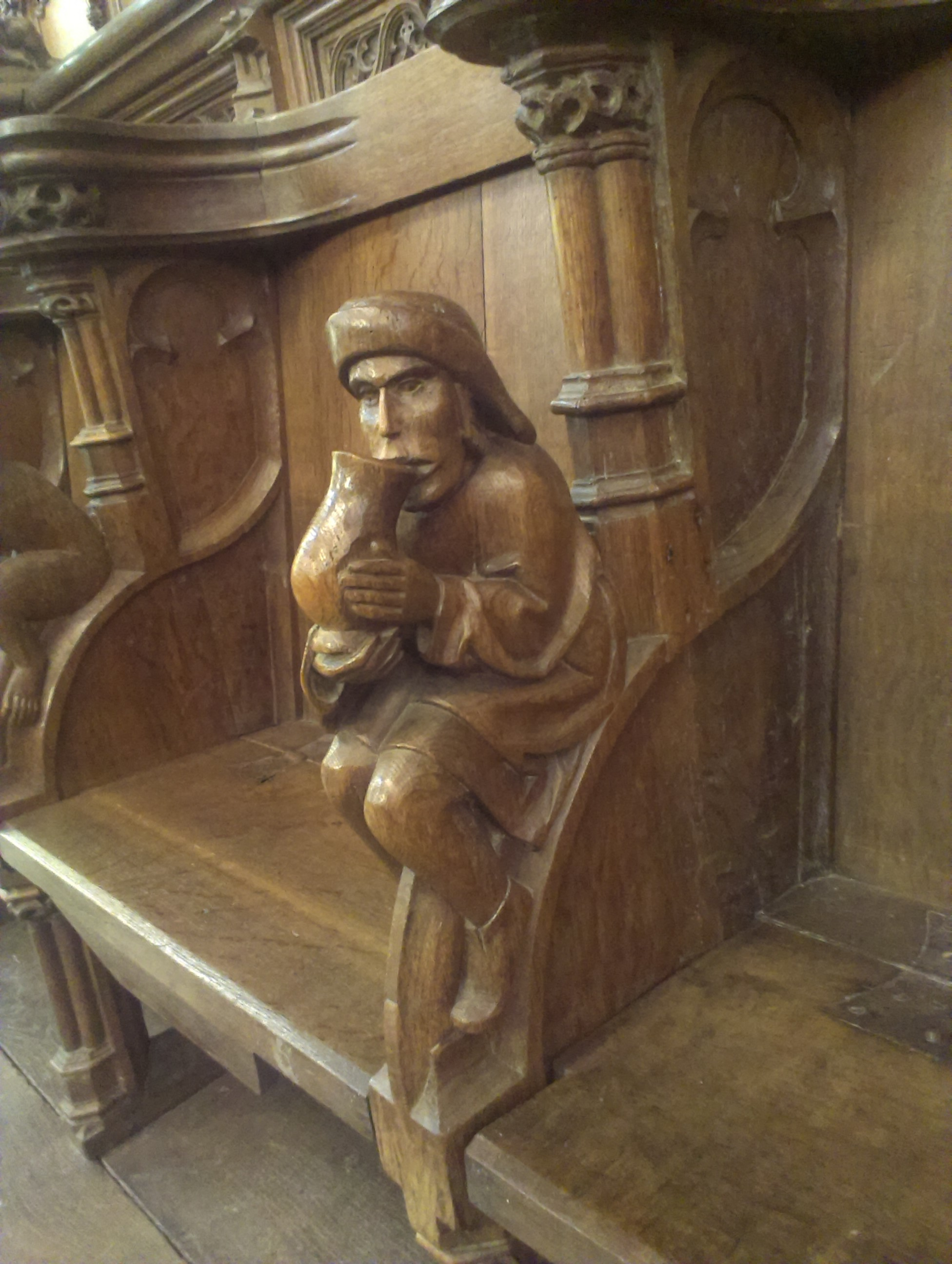
Détail des stalles du chœur de l'église Sainte-Catherine

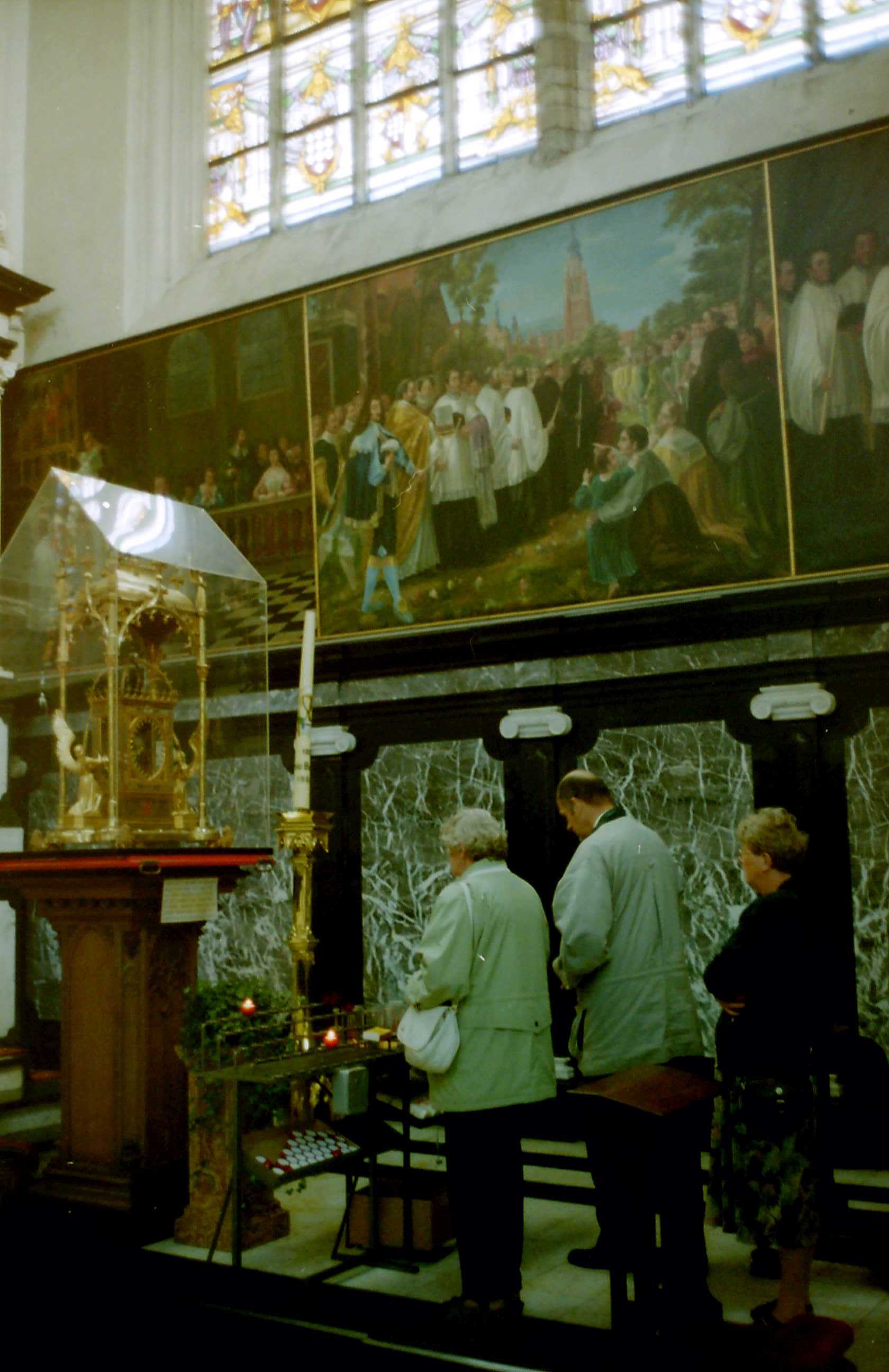
Le Sanctuaire doré du Saint-Sang

L'église contient cinq particularités notables.
- Ses Vitraux
- Les tombeaux d'Antoine I de Lalaing et Elisabeth de Culemborg
- Les tapisseries
- Les stalles gothiques tardives
- La peinture primitif flamand : scènes de la vie de saint Joseph

L'autel (1854-1856), une chaire de 1735 et deux bancs de communion en bois et en marbre (tous deux de 1767).

### Vitraux
La construction de l'église débute en 1525 et le premier vitrail de « Charles de Lalaing et Jacoba de Luxembourg » date de 1528. Les fenêtres en verre sont intégrées à un stade précoce de la construction. Au-dessus dé l'autel se trouvent sept fenêtres hautes qui représentent les sept sacrements (1531-1533) : Baptême, Confirmation, Sacerdoce, Confession, Eucharistie, Mariage et Onction des malades. Ils sont réalisés par le peintre verrier Antonis Eversoen de Culemborg. Dans le collatéral nord se trouve un grand vitrail attribué à Pieter Coecke Van Aelst, précepteur de Pieter Bruegel l'Ancien : « La Cène avec les Huit États de Hollande » (1535). Il y a six autres fenêtres de Claes Matthijs au-dessus du chœur.
En 1837, l'aide de Léopold Ier de Belgique et de sa Commission royale des monuments, créée en 1835, est appelée pour l'entretien des vitraux. En 1839, une tempête s'abat sur Hoogstraten qui cause des dommages aux vitraux. La restauration de l'église de Hoogstraten se voit désormais attribuer une priorité d'importance nationale. François Capronnier est nommé restaurateur. Un peu plus tard, son fils Jean-Baptiste Capronnier reprend le projet.
À cause de la guerre, quinze vitraux historiques sont enlevés en 1941 et placés dans les cryptes. En conséquence, ces fenêtres sont sauvées de la destruction. Quatre vitraux historiques, datant de 1533 à 1548, seront détruits durant la guerre. Le grand vitrail du collatéral sud a également été détruit : « La Circoncision de Jésus et l'Adoration des Mages ». Celle-ci est refaite en 1968 par Marc de Groot.
Après la reconstruction de l'église dans les années cinquante, des candidats vitriers sont sollicités en 1963 pour combler les places vides. Jan Huet et Marc de Groot envoient leurs créations. En 1974, Jan Huet se voit attribuer huit nouveaux vitraux dans la partie avant de l'église, tandis que Marc De Groot est autorisé à placer douze vitraux, les paraboles et les miracles, dans les bas-côtés. Malheureusement, Jan Huet décède le 2 avril 1976, après quoi son élève Jan Willemen de Dongen aux Pays-Bas se voit confier les travaux. Le grand vitrail au-dessus du portail, Le Retable de Gand, est également de sa main. La fabrique d'église veut une référence au Retable de Gand des frères de Eyck, qui est aussi une référence à la Vénération du Saint-Sang. Lorsque le prêtre lève les yeux pendant l'Eucharistie, il regarde vers le vitrail et fait référence au texte : « Voici l'Agneau de Dieu, qui ôte les péchés du monde » (Jean, I, 29-36).
Le vitrail le plus récent, Que chantent les anges, est conçu en 2004 et placé dans le transept sud par Raph Huet, neveu de Jan Huet.

### Monuments funéraires

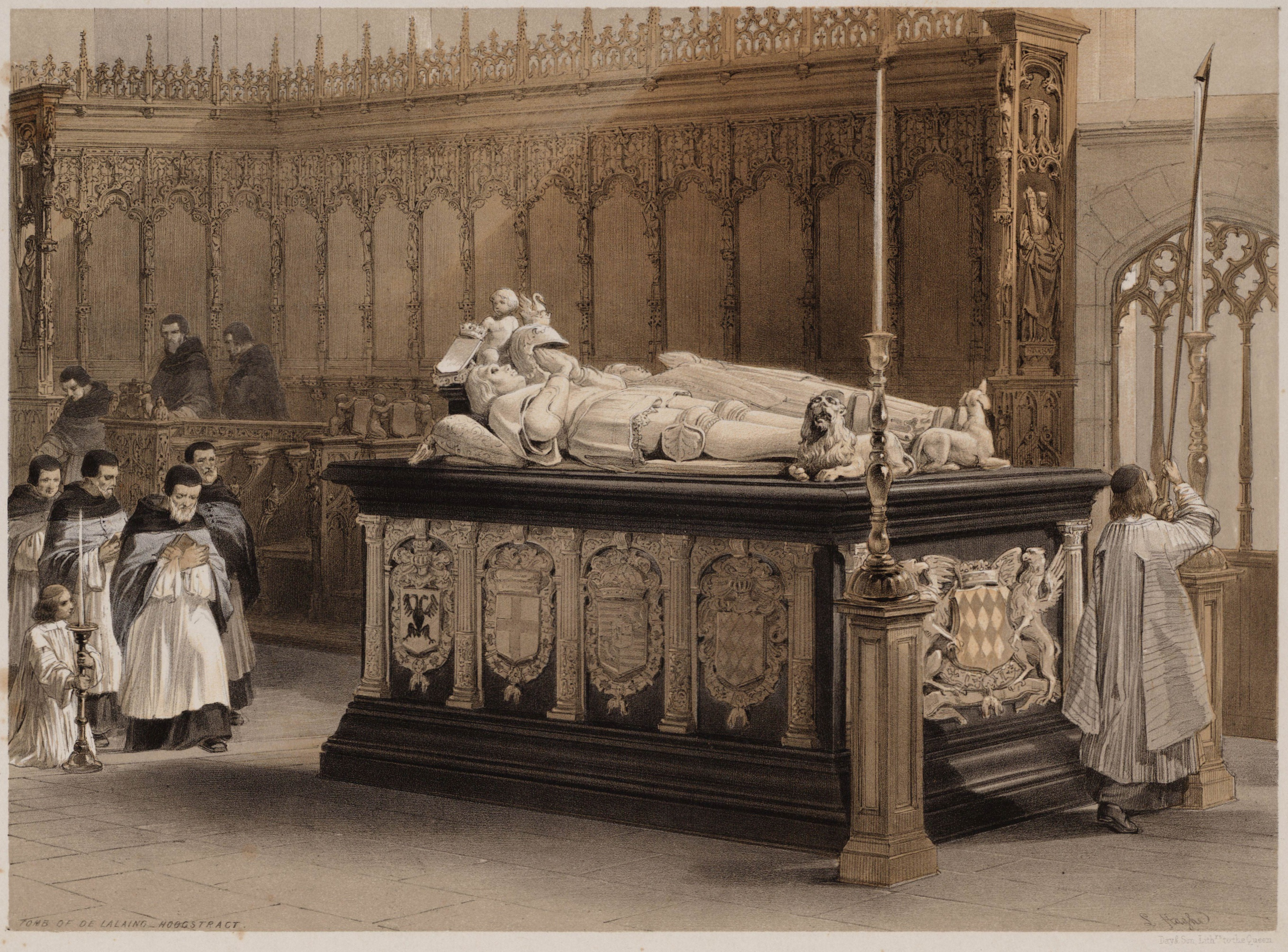
Lithographie par Louis Haghe du tombeau d'Antoine Ier de Lalaing et d'Elisabeth de Culemborg

Le monument funéraire en marbre des premiers comtes de Hoogstraten, Antoine de Lalaing et Elisabeth de Culemborg, date de 1527-1529 et est réalisé par Jean Mone. Une tombe baroque représentant le soldat Karel Florentijn de Salm (1638-1676) est créée par le sculpteur flamand Pieter Scheemaeckers. Son petit-fils Niklaas Leopold de Salm-Salm (1701-1770) possède également un monument funéraire en marbre dans l'église.

### Tapisseries
L'église abrite cinq tapisseries datant de 1540. Ils représentent les saints patrons du comte et de la comtesse qui ont construit l'église. Il est possible de les observer en haute résolution sur le site de l'église elle-même.
Trois tapisseries d'Elisabeth de Hongrie, patronne d'Elisabeth de Culemborg. Cette tapisserie se compose de neuf scènes et est la mieux conservée. Les scènes sont clairement séparées par des colonnes : les fiançailles, les adieux à sa mère Gertrude, le mariage à Louis IV de Thuringe, l'humilité envers les nécessiteux, la charité envers les pauvres, l'hospitalité envers les proches, la pénitence, l'assistance à l'église et enfin la prière, l'adieu et la mort.
Deux tapisseries d'Antoine le Grand, patron d'Antoine de Lalaing. Une tapisserie est retrouvée très abîmée dans le grenier de l'église. Certaines pièces n'ont pas pu être réparées. Une source de 1557 mentionne trois tapisseries. Des pièces ont donc disparu.

### Stalles du chœur
L'église contient une petite chaire du XVe siècle et une grande chaire de style gothique, réalisée par Albrecht Gelmers dans la période 1532-1548. Dans les stalles du chœur se trouvent les images des apôtres et des saints. Albrecht a également représenté des scènes païennes et des dictons folkloriques moralisateurs. C'est l'un des derniers espaces dans lequel l'imagination figurative est autorisée à se livrer, ce qui est ensuite interdit en 1563 par le Concile de Trente.

### Primitif flamand

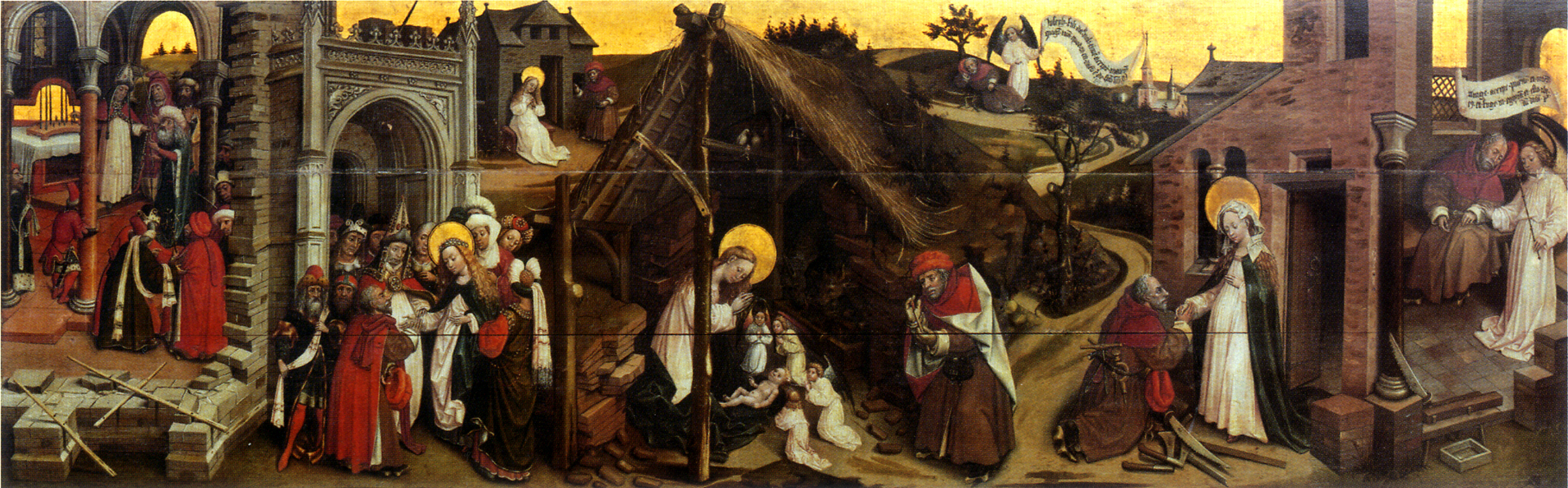
Scènes de la vie de saint Joseph

Un tableau d'un peintre inconnu du XVe siècle,.

## Saint Sang

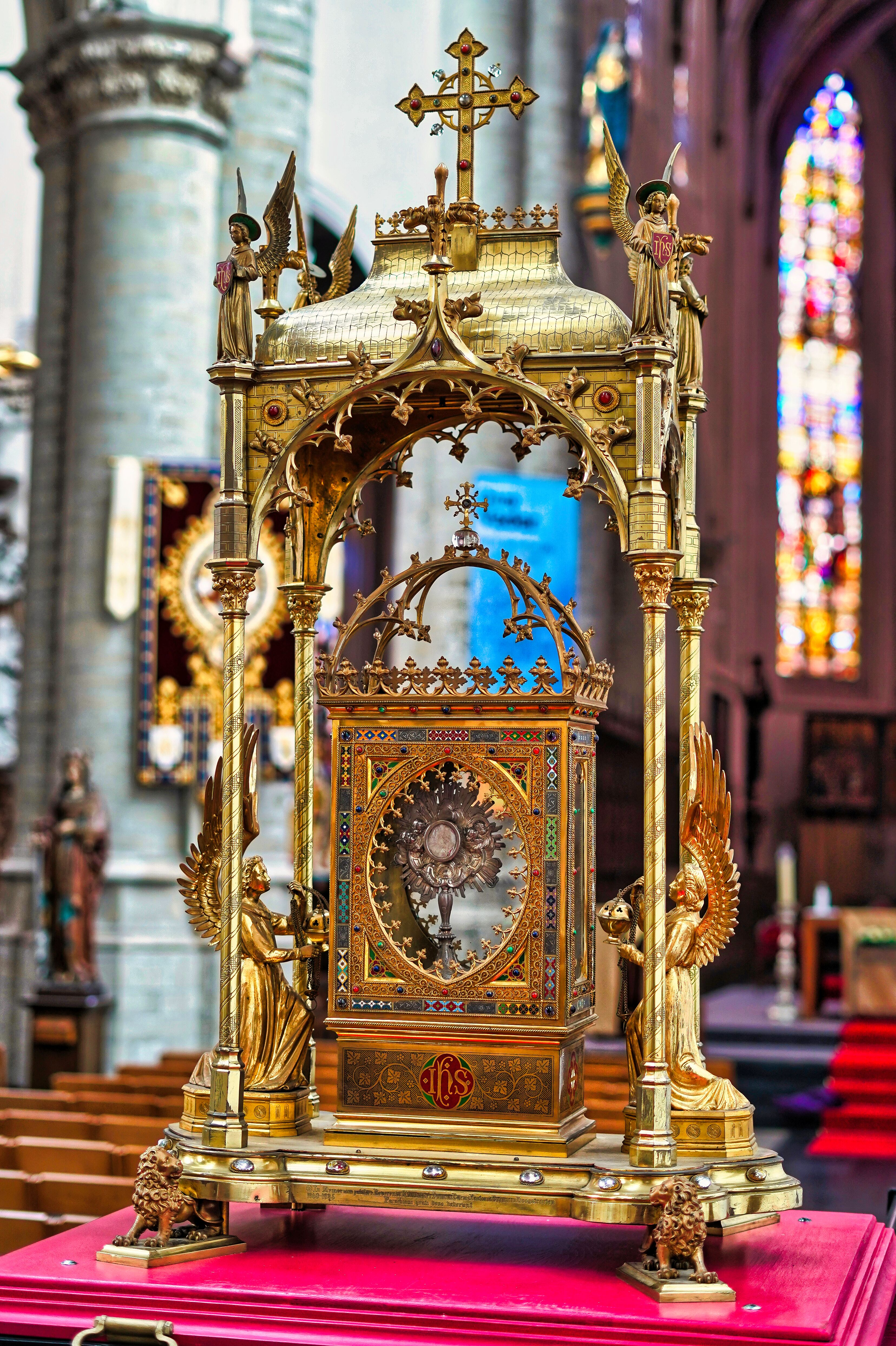
Sanctuaire du Saint-Sang de Hoogstraten

L'église Sainte-Catherine abrite le reliquaire du Saint-Sang de Boxtel. Contrairement au Saint-Sang de Bruges, ce n'est pas une relique du sang du Christ, mais la vénération d'un miracle qui se concentre sur la vénération de l'Eucharistie. L'histoire parle d'un prêtre, Eligius Van den Aker, qui avoue sur son lit de mort qu'il a renversé du vin sacramentel blanc sur la nappe de l'autel après la consécration, donc après que le vin devienne le « sang du Christ ». La tache sur la nappe de l'autel est immédiatement devenue rouge. Ces nappes d'autel font rapidement partie de la dévotion populaire de Boxtel. Après la paix de Münster, les catholiques des Pays-Bas, le protestantisme représentait une église plus sobre où les textes bibliques occupent une place centrale. Les draps sont transportés à Anvers pour y être mis en sécurité. Le 20 mai 1652, les draps arrivent à l'église Sainte-Catherine de Hoogstraten, en Belgique. Une demande est faite au pape pour organiser une procession avec les draps. Depuis lors, la procession sort par beau temps, emportant le sanctuaire. Après la Seconde Guerre mondiale, le cortège est renouvelé par le doyen Jozef Lauwerys et le prêtre Remi Lens. Il est sorti pour la première fois en 1952. Il se divise en quatre parties : les groupes d'ouverture, la représentation de l'Eucharistie, de Notre-Dame et des sacrements. La procession se clôture par l'ensemble du conseil municipal, portant une lanterne de procession,.

## Instruments

### Orgues
En 1563-1565, le constructeur d'orgues, Brebos, réalise un orgue pour l'église. En 1870, un nouvel orgue de style Louis XVI est construit par la société Dryvers de Rotselaar. Cet orgue est détruit en 1944.

#### Nouvel orgues
En 2005, le facteur d'orgues Dominique Thomas de Ster-Francorchamps livre un orgue de chœur de 18 jeux pour le compte d'Orgelfonds. L'organiste Bernard Foccroulle a joué de l'orgue le 27 mai 2005 lors du jubilé d'or de l'organiste Jos Bruurs.

### Carillon et cloches
Le plus ancien document relatif à l'achat de cloches pour l'ancienne église Sainte-Catherine date du 12 juillet 1430. On parle encore ici de l'ancien clocher roman. En raison de la grosse facture, on soupçonne que plusieurs cloches ont dû être faites d'un poids assez important. À cette époque, il y avait aussi une série de trois cloches carillonnant dans le clocher de l'église. À la fin du XVe siècle, leur nombre passe à 7 ou 8 cloches, de sorte qu'un prélude musical peut être joué.
Les 13 et 14 octobre 1943, deux cloches sont volées : les cloches Maria et Saint Joseph de 1892 sont enlevées de l'église par les Allemands. Les autres cloches historiques sont détruites le 23 octobre 1944 par le dynamitage du clocher de l'église.
Les cloches actuelles datent de la période de reconstruction de la tour (1953-1958). En 1957, 24 cloches Hemony (1654-1655) sont venues du carillon désaffecté de la cathédrale d'Anvers à Hoogstraten. Ils sont prêtés sur recommandation du carillonneur municipal J. Gebruers. En échange, Anvers reçoit deux cloches plus lourdes avec une tonalité ajustée. Pour arriver à un carillon de 50 cloches, il fallait acheter 26 autres cloches. L'entreprise Michiels à Tournai s'est chargée de cette livraison ainsi que de l'accord et du nettoyage des 24 cloches du XVIe siècle. Le carillon renouvelé est joué de manière festive le dimanche 1er mai 1960.
Le carillon est équipé d'un mécanisme automatique. Les horloges sont entièrement restaurées dans la période 2005-2010.
Le 27 février 2018, toutes les cloches sont retirées de la tour pour faire de nouvelles poutres de montage dans la tour. Quatre nouvelles cloches basses sont ajoutées : Franciscus, Elisabeth, Rombout et Leonardus. Celles-ci sont fabriquées au printemps 2018 par la fonderie de cloches Eijsbouts à Asten. Le 11 juillet 2018, on consacre les cloches Franciscus et Elisabeth, le 12 juillet celle de Rombout et Leonardus par le vicaire général Bruno Aerts. Le 4 août 2019, le carillon est joué de manière festive par Jo Haazen et le carillonneur de la ville Luc Dockx. Le 15 septembre, le clocher restauré est béni par Johan Bonny,.